# L (Зошит смерті)
L  (Ел)  — один з головних героїв аніме-серіалу та манґи «Death Note», створеного письменником Цуґумі Оба та манґакою Такесі Обата.
Найкращий детектив світу, який береться тільки за справи, де фігурує не менше 10 жертв або 1 млн. доларів. Він, проте, не є співробітником жодної відомої організації (тільки співпрацює з ФБР та, рідко, з Інтерполом. Його особистість на початку історії є засекреченою — спілкуючись через таємничого посередника «Ватарі» та анонімний комп’ютерний образ. У вісім років, коли його знайшов Ватарі, L розкрив «справу вибухів у Манчестері», що врятувало світ від Третьої Світової Війни. Ватарі, зачарований здібностями хлопчика, перевів його в спеціальний притулок для обдарованих дітей, який сам й зробив (працював він не дуже добре, перша дитина — А, не витримавши навантаження вбив себе, а друга —  В став серійним вбивцею в Лос-Анджелесі), але ще нікому не вдалось перевершити L. Коли масові смерті злочинців від серцевих нападів привертають увагу Інтерполу, L береться за «справу Кіри». 

## Імена
Цуґумі Оба сказав, що для імені цього персонажу він хотів використати одну багатозначну літеру. За його словами, він розглядав варіанти «I» та "J«, однак, ретельно зваживши, обрав літеру "L".  Оба пояснює, що обрав це ім’я, тому що японською L вимовляється, як R (L — «Еру», Лайт — «Райто»).
У штаб-квартирі L просить називати його Рюзакі. За сюжетом L вкрав це ім'я в B, як й інші імена тих, кого він переміг.  
Коли L вирішує зблизитися з Лайтом, якого підозрює, він вступає з ним до одного університету, взявши ім’я відомого співака Рюга Хідекі. Це була одна з пасток для Кіри, адже якби Лайт у запалі записав це ім’я до щоденника, йому ймовірно пригадалося б обличчя попзірки, і справжній Рюга Хідекі вмер. Тоді не було б жодних сумнівів, що Лайт і є Кіра.
Згодом стає відомо, що два найкращих після L детективи, яких вважали його помічниками, — Еральд Коіл (Eraldo Coil, Erarudo Koiru) і Деньє (Deneuve, Donuvu) — є лише ще двома псевдонімами, які він теж вкрав. Це були реальні детективи, і хоча вони кинули виклик L, але останній їх переміг.
Справжнє ім’я L не фігурує в аніме, а в манзі з’являється лише в екстравипуску Death Note: How To Read 13. Це ім’я — Лолайт (Lawliet, Rōraito), що очевидно перегукується з «Лайт» (Raito) та з «Law» — «закон».

## Зовнішність
L  — худорлявий, розтріпаний, дивакуватий. За задумом Такеші Обати, зовнішність L має контрастувати із зовнішністю Лайта. Тому L має мішки під очима, великі темно-сині очі, скуйовджене волосся і багато однотипного, змінного, одягу — джинси і проста біла мішкувата кофтинка.
Він весь час тримається згорбленим. Можливо, це наслідок його незвичної манери сидіти — навпочіпки на стільці (кріслі, дивані і т.п.), поклавши руки на коліна і трохи нахилившись уперед. Єдиний раз, коли можна побачити L, що сидить, поставивши ноги на підлогу,  — це епізод, коли він сідає в машину, якою приїхав за ним в університет Ватарі. L не носить шкарпеток, надвір взуває старі кеди, які знімає перед тим як сісти. Навіть на вступному іспиті до престижного університету L сидить, тримаючись пальцями ніг за краєчок столу.
Має кілька типових жестів. Наприклад, замислившись, він часто підпирає ту чи іншу губу пальцем, прикушуючи ніготь. Має звичку потирати ступнею однієї ноги іншу ступню та тримати руки в кишенях.

## Особливості

Знак L

L їсть багато різноманітних солодощів (а також кладе дуже багато цукру в чай), що покращує його інтелектуальні можливості. На зауваження Міси щодо цього він відповідає: «Навіть якщо ти їси солодощі, працюючи мізками, ти не потовстішаєш».
Також він вміє пілотувати гелікоптер  (недбало зауважуючи, що це «лише хобі») та автомобілі він їздить так само, як і їсть — з ногами притиснутими до грудей, а кермо тримає вказівним та великим пальцями (як ложку поїдаючи морозиво), володіє бойовим мистецтвом, а в одному з епізодів зміг на очах у натовпу непомітно витягнути у Міси з кишень два мобільних телефони. Отже можна припустити, що у притулку L та інші вихованці отримували повний комплекс умінь спеціальних агентів.
Манера бою L також є дещо дивакуватою. Його акробатичні удари ногами схожі на капоейру (але, навіть, не знав, як вона виглядає, коли Місора Наомі розказала про свої навички в ній). Втім, Обата стверджує, що він не копіював свідомо якийсь стиль, а лише намагався намалювати найефективніший спосіб ударити людину, до якої ти прикутий наручниками.
На протилежність Лайтовому строгому розпорядку дня, L довго засиджується ночами та має безсоння (звідки й мішки під очима), і в команди розслідування виникає сумнів, чи він взагалі спить.
Речі (папери, чашку, кубик рафінаду) L дуже обережно тримає двома пальцями — професійна звичка детектива, який тримає так докази, щоб не змазати відбитки пальців.

## Ватарі
Помічником L у спілкуванні з поліцією є Ватарі — чоловік у крислатому капелюсі та плащі з високо піднятим коміром, який носить ноутбук, через який тільки і можна контактувати з L. Обличчя та особи Ватарі так само ніхто не знає. Коли відбувається знайомство команди шефа Яґамі з L, ми бачимо, що Ватарі — це літній вусатий чоловік європейської зовнішності. У штабі розслідування він постійно піклується про L, приносячи йому все нові солодощі, запаси яких L швидко знищує. Також він збирає і надає L корисну інформацію. Після смерті Ватарі, ми дізнаємося, що Ватарі був відомим винахідником, який збудував на свої гроші мережу притулків для дітей, в одному з яких — Домі Ваммі — виросли N, M, Q, A, B, Y, Z, X та інші генії. (у пілотному випуску манги сказано, що статок Ватарі заробив вдало вклавши гроші за порадою L).